# Горда (футбольный клуб, Гётеборг)
«Горда» (швед. Gårda Bollklubb) — шведский футбольный клуб из города Гётеборг, в настоящий момент выступает в Дивизионе 6, восьмом по силе дивизионе Швеции. Клуб основан в 1919 году, домашние матчи проводит на стадионе «Эверосваллен». В высшем дивизионе чемпионата Швеции «Горда» в период с 1935 по 1943 годы провела в общей сложности 8 сезонов, лучшими из которых стали сезоны 1937/38 и 1938/39, когда «Горда» становилась пятой в итоговой таблице чемпионата.

## Известные игроки и воспитанники
- Хенокк Абрахамссон
- Кеннет Андерссон
- Гуннар Грен
- Филип Юханссон
- Эйнар Карлссон